# ハンナ・ダーリング
ハンナ・ダーリング（Hannah Darling、1996年5月30日 - ）は、カナダの女子ラグビー選手。

## プロフィール
- カナダ・ピーターボロ出身[1]。
- ポジションはセンター(CTB)。
- 身長 173cm、体重 73kg

## 略歴
2016年、リオ五輪の7人制女子カナダ代表に選ばれて銅メダルを獲得。